# Gelbwangen-Streifenhörnchen
Das Gelbwangen-Streifenhörnchen (Tamias ochrogenys, Syn.: Neotamias ochrogenys) ist eine Hörnchenart aus der Gattung der Streifenhörnchen (Tamias). Es kommt im Küstengebiet im Norden des amerikanischen Bundesstaates Kalifornien vor.

## Merkmale
Das Gelbwangen-Streifenhörnchen erreicht eine durchschnittliche Kopf-Rumpf-Länge von etwa 14,7 bis 15,2 Zentimetern, die Schwanzlänge beträgt etwa 10,9 bis 11,5 Zentimeter und das Gewicht etwa 70 bis 90 Gramm. Wie bei anderen Arten der Gattung ist das Fell braun und auf dem Rücken befinden sich mehrere dunkle Rückenstreifen, die durch hellere Streifen getrennt und gegenüber den Körperseiten abgegrenzt sind. Von anderen Arten der Verwandtschaftsgruppe um das Townsend-Streifenhörnchen (Tamias townsendii), zu denen zudem das Allen-Streifenhörnchen (Tamias senex) und das Siskiyou-Streifenhörnchen (Tamias siskiyou) gehören, unterscheidet sich die Art durch die etwas größeren Körpermaße, den dünneren Schwanz, die Form des Penisknochens und die Kommunikationslaute. Vom Sonoma-Streifenhörnchen (Tamias sonomae) und dem Merriam-Streifenhörnchen (Tamias merriami), das  südlich der Bucht von San Francisco vorkommt, unterscheidet es sich ebenfalls durch die Körpergröße sowie durch die dunklere Fellfarbe und den kürzeren Schwanz.

## Verbreitung

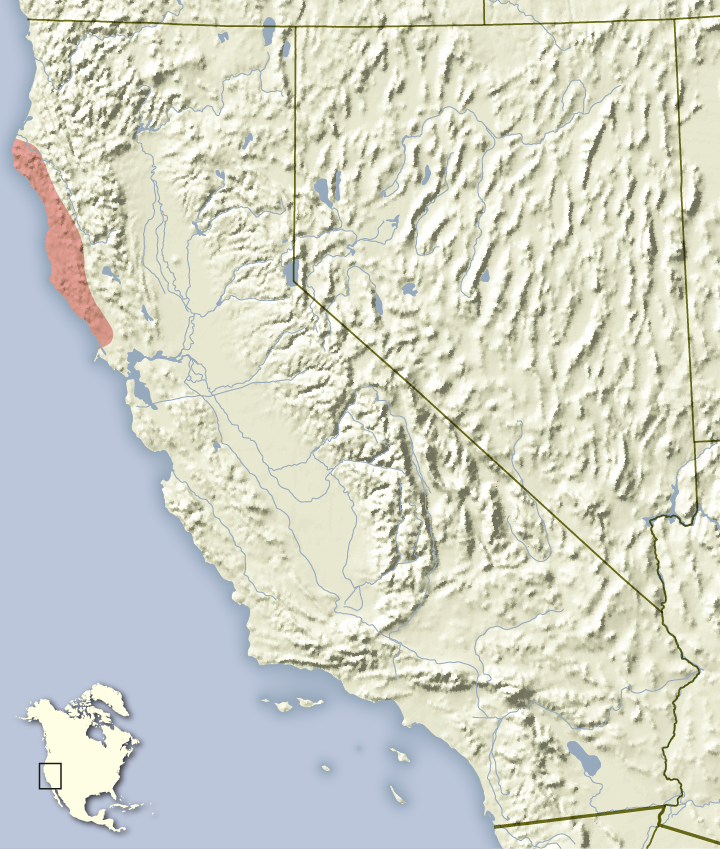
Verbreitungsgebiet des Gelbwangen-Streifenhörnchens

Das Gelbwangen-Streifenhörnchen kommt im Küstengebiet im Nordwesten des amerikanischen Bundesstaates Kalifornien vom Van Duzen River und Eel River bis zum Süden des Sonoma County nördlich von Bodega und Freestone vor.

## Lebensweise
Gelbwangen-Streifenhörnchen leben in den nordkalifornischen Küstengebieten in den vom Küstenmammutbaum (Sequoia sempervirens) geprägten Redwood-Wäldern, unter anderem im Redwood-Nationalpark. Es bevorzugt Nadelwaldzonen mit dichtem Unterholz, der Lebensraum ist auf einen Küstenstreifen bis maximal 40 Kilometer Abstand zur Küste und Höhenlagen bis 1280 Meter begrenzt. Die Art ist tagaktiv und primär bodenlebend, kann jedoch auch in Bäume und Gebüsche klettern. Die Tiere ernähren sich vor allem herbivor von Pflanzenteilen, Samen und Früchten, hinzu kommen Pilze und Insekten. Es lebt vor allem in dichten Unterholz und den Gebüschen und ist daher nur schwer zu finden; typisch ist allerdings der niederfrequente und zweiteilige Ruf der Tiere, der sich von dem verwandter Arten unterscheidet.
Über die Fortpflanzung liegen nur wenige Daten vor. Die Männchen sind vom März bis Juni fortpflanzungsfähig, ein trächtiges Weibchen mit vier Embryonen wurde Mitte März gefangen. Aufgrund von Tonaufnahmen von intermediären Rufen wird angenommen, dass es im kalifornischen Humboldt County auch zu Verpaarungen und Hybriden zwischen Gelbwangen-Streifenhörnchen und Allen-Streifenhörnchen (Tamias senex) kommt.
Über Prädatoren liegen keine Informationen vor, als Parasiten sind Dasselfliegen (Gattung Cuterebra) und die Tierlaus Hoplopleura arboricola dokumentiert.

## Systematik
Das Gelbwangen-Streifenhörnchen wird als eigenständige Art innerhalb der Gattung der Streifenhörnchen (Tamias) eingeordnet, die aus 25 Arten besteht. Die wissenschaftliche Erstbeschreibung stammt von dem amerikanischen Naturforscher Clinton Hart Merriam aus dem Jahr 1897, der es als Eutamias townsendi ochrogenys anhand von Individuen aus der Region um Mendocino im Mendocino County, Kalifornien, beschrieb. Innerhalb der Streifenhörnchen wird das Gelbwangen-Streifenhörnchen gemeinsam mit den meisten anderen Arten der Untergattung Neotamias zugeordnet, die auch als eigenständige Gattung diskutiert wird. Teilweise wird und wurde das Gelbwangen-Streifenhörnchen als Unterart des Townsend-Streifenhörnchen (Tamias townsendii) betrachtet.
Innerhalb der Art werden neben der Nominatform keine weiteren Unterarten unterschieden.

## Status, Bedrohung und Schutz
Das Gelbwangen-Streifenhörnchen wird von der International Union for Conservation of Nature and Natural Resources (IUCN) trotz des begrenzten Verbreitungsgebietes von weniger als 20.000 km2 als „nicht gefährdet“ (Least Concern, LC) eingeordnet. Begründet wird dies durch das regelmäßige Vorkommen in seinem Verbreitungsgebiet sowie das Fehlen von bestandsgefährdenden Risiken.

## Belege
1. 1 2 3 4 5 6 7 8 9 10  Richard W. Thorington Jr., John L. Koprowski, Michael A. Steele: Squirrels of the World. Johns Hopkins University Press, Baltimore MD 2012; S. 329–330. ISBN 978-1-4214-0469-1.
2. 1 2 3  Neotamias ochrogenys in der Roten Liste gefährdeter Arten der IUCN 2015.4. Eingestellt von: A.V. Linzey, NatureServe (G. Hammerson), 2008. Abgerufen am 16. Juni 2016.
3. 1 2 3  Tamias (Neotamias) ochrogenys In: Don E. Wilson, DeeAnn M. Reeder (Hrsg.): Mammal Species of the World. A taxonomic and geographic Reference. 2 Bände. 3. Auflage. Johns Hopkins University Press, Baltimore MD 2005, ISBN 0-8018-8221-4.
4. ↑  William L. Gannon, Richard B. Forbes, Douglas E. Kain: Tamias ochrogenys. Mammalian Species 445, 1993.
5. ↑  Bruce D. Patterson, Ryan W. Norris: Towards a uniform nomenclature for ground squirrels: the status of the Holarctic chipmunks. Mammalia 80 (3), Mai 2016; S. 241–251 doi:10.1515/mammalia-2015-0004